# 虹桥镇 (玉田县)
虹桥镇，是中华人民共和国河北省唐山市玉田县下辖的一个乡镇级行政单位。

## 行政区划
虹桥镇下辖以下地区：
围里村、珠一村、湾柳树村、丁陈天村、丁里范村、定马庞村、东南会村、张王庄村、南家铺村、虹于村、团结村、仙芦仙村、独树村、西北会村、朱赵庄村、珠芦庄村和珠老庄村。